# Union City (Indiana)
Union City es una ciudad ubicada en el condado de Randolph en el estado estadounidense de Indiana. En el Censo de 2010 tenía una población de 3584 habitantes y una densidad poblacional de 626,43 personas por km².

## Geografía
Union City se encuentra ubicada en las coordenadas 40°11′58″N 84°49′14″O / 40.19944, -84.82056. Según la Oficina del Censo de los Estados Unidos, Union City tiene una superficie total de 5.72 km², de la cual 5.7 km² corresponden a tierra firme y (0.41%) 0.02 km² es agua.

## Demografía
Según el censo de 2010, había 3584 personas residiendo en Union City. La densidad de población era de 626,43 hab./km². De los 3584 habitantes, Union City estaba compuesto por el 87.61% blancos, el 1.09% eran afroamericanos, el 0.11% eran amerindios, el 0.08% eran asiáticos, el 0% eran isleños del Pacífico, el 9.24% eran de otras razas y el 1.87% pertenecían a dos o más razas. Del total de la población el 12.75% eran hispanos o latinos de cualquier raza.